# La dulce Neus
Nieves Soldevila, más conocida como "La dulce Neus", fue una de las principales implicadas en un parricidio que impactó a la sociedad española en la década de 1980. El 28 de junio de 1981, en su casa de Esplús (provincia de Huesca), Neus instigó a sus hijos a asesinar a su esposo, Juan Vila Carbonell. Su hija Marisol, de 14 años, disparó y mató a su padre mientras él dormía.
El entorno familiar era tenso. Juan Vila, empresario, obligaba a sus hijos a trabajar desde una edad temprana y los sometía a castigos físicos. Este ambiente llevó a Neus a planear el asesinato, convenciendo a sus hijos de que su muerte liberaría a la familia. A pesar de las dudas de los dos hijos varones, Marisol ejecutó el crimen.
Tras el asesinato, Neus y sus hijos intentaron encubrir el crimen, pero la policía descubrió la verdad gracias a la confesión de una empleada del hogar. En 1986, Neus fue condenada a 28 años de prisión como coautora del parricidio. Posteriormente, escapó de la cárcel y se trasladó a Ecuador, donde vivió varios años antes de regresar a España. Su historia ha sido objeto de atención mediática y ha sido llevada al cine, reflejando las complejidades de los vínculos familiares y las dinámicas de abuso.